# Karen Dahlerup
Karen Dahlerup Andersen (ur. 17 stycznia 1920 w Brønderslev, zm. 10 czerwca 2018) – duńska polityk i działaczka społeczna, deputowana Folketingetu i posłanka do Parlamentu Europejskiego.

## Życiorys
Córka stolarza Christena Christensena i jego żony Amalie. W 1937 ukończyła szkołę średnią. Następnie pracowała m.in. w aptece i fabryce oraz jako telefonistka. Od 1959 do 1963 kierownik biura służby cmentarnej w Glostrup, następnie była etatowym sekretarzem ds. organizacji kobiecych w Socialdemokraterne oraz redaktorką partyjnej gazety „Frie Kvinder”. W 1969 zatrudniona w urzędzie pracy. Działała w organizacjach społecznych powiązanych z socjalistami, m.in. na rzecz równouprawnienia kobiet i mężczyzn. Zasiadała w partyjnrj radzie ds. kobiet, kierując w niej podkomisją ds. rodzin, później szefowała komisji ds. równych szans afiliowanej przy premierze. Była także wiceprzewodniczącą rady OBWE ds. kobiet i rodzin.
W latach 1970–1971, 1973 i 1977–1981 była posłanką lub zastępcą poselskim w Folketingecie. Od sierpnia 1977 do lipca 1979 oddelegowana do Parlamentu Europejskiego, należała do frakcji socjalistycznej. Od 1986 do 1989 była wiceburmistrzem gminy Løkken-Vrå.